# Drymus crassus
Drymus crassus är en insektsart som beskrevs av Van Duzee 1910. Drymus crassus ingår i släktet Drymus och familjen Rhyparochromidae. Inga underarter finns listade i Catalogue of Life.